# Francesco Mazzola (politico)
Francesco Mazzola (Cuneo, 27 maggio 1936 – Cuneo, 6 maggio 2014) è stato un politico italiano.

## Biografia
Laureato in giurisprudenza, ha svolto la professione di avvocato oltre a dedicarsi alla politica attiva. A lui si deve l'approvazione del piano regolatore di Cuneo; poi con la Democrazia Cristiana è diventato deputato per 3 legislature e senatore per altre 3. 
È anche diventato sottosegretario della difesa e sottosegretario per il commercio con l'estero, nonché sottosegretario di stato alla Presidenza del Consiglio dei Ministri. Si ritirò dalla politica nel 1994.

## Opere
- (pseud. L'Anonimo) I giorni del diluvio, Milano, Rusconi, 1985
- I giorni del diluvio, Torino, Aragno, 2007